# Горња Пољана (Вараждинске Топлице)
Горња Пољана је насељено место у саставу града Вараждинске Топлице у Вараждинској жупанији, Хрватска. До територијалне реорганизације у Хрватској налазила се у саставу старе општине Нови Мароф.

## Становништво
На попису становништва 2011. године, Горња Пољана је имала 269 становника.

## Попис1991.
На попису становништва 1991. године, насељено место Горња Пољана је имало 316 становника, следећег националног састава:
| Попис 1991.‍ | Попис 1991.‍ | Попис 1991.‍ | Попис 1991.‍ | Попис 1991.‍ |
| ----------- | ----------- | ----------- | ----------- | ----------- |
|             |             |             |             |             |
| Хрвати      | Хрвати      |             | 315         | 99,68%      |
| непознато   | непознато   |             | 1           | 0,31%       |
| укупно: 316 |             |             |             |             |